# ون بيس (الموسم 11)
الموسم الحادي عشر من أنمي ون بيس من إنتاج أستوديو توي أنميشن، ومن إخراج يرواكي مياموتو وتوشينوري فوكوزاوا. بدأ بث الموسم في اليابان على قناة تلفزيون فوجي في يوم 21 ديسمبر 2008 حتى يوم 28 يونيو 2009 بمجموع 26 حلقة. وتدور القصة حول مغامرات مونكي دي لوفي ورفاقه مع قراصنة السوبر نوفا بناءً على فصول المانغا.

## قائمة الحلقات

### «أرخبيل شابوندي»
| الرقم | عنوان الحلقة                                                                                            | تاريخ العرض الأصلي |
| ----- | --- | ------------------ |
| 382   | «خطر فاكهة التّباطؤ! عودة الثّعلب الفضّيّ فوكسي!» (ノロノロの脅威 銀狐のフォクシー再び)                     | 21 ديسمبر 2008     |
| 383   | «التّزاحم الكبير من أجل الكنز! انهاري! جزيرة المنتجع!» (お宝大争奪戦! 崩壊! スパアイランド号)            | 28 ديسمبر 2008     |
| 384   | «كفاح بروكّ العظيم! هل الطّريق لتصبح رفيقًا حقيقيًّا وعر؟» (ブルック大奮闘 真の仲間への道険し?)              | 11 يناير 2009      |
| 385   | «في منتصف الغراند لاين، الوصول إلى الرّيد لاين!» (偉大なる航路半周到達! 赤い土の大陸)                    | 18 يناير 2009      |
| 386   | «كراهية تُجاه طاقم قبّعة القشّ، ظهور دوفال ذو القناع الحديديّ» (麦わら一味憎し 鉄仮面のデュバル登場)        | 25 يناير 2009      |
| 387   | «اللّقاء الموعود! إنقاذ البرمائيّ المسجون!» (因縁の再会! 囚われの魚人を救い出せ)                          | 1 فبراير 2009      |
| 388   | «مأساة! الحقيقة المخفيّة خلف قناع دوفال!» (悲劇! 仮面に隠されたデュバルの真実)                           | 8 فبراير 2009      |
| 389   | «انفجار! مدفع الغاون، سلاح ساني فائقّ السّرّيّة!» (炸裂! サニー号の超秘密兵器ガオン砲)                      | 15 فبراير 2009     |
| 390   | «سنرسوا في طريقنا إلى جزيرة البرمائيّين! أرخبيل شابوندي!» (魚人島を目指して上陸 シャボンディ諸島)        | 22 فبراير 2009     |
| 391   | «طُغيان! حُكام شابوندي، التّنانين السّماويّون!» (暴虐! シャボンディの支配者天竜人)                           | 1 مارس 2009        |
| 392   | «تجمّع الأنداد الجدد! السّوبرنوفا الأحد عشر!» (新たなライバル集結! 11人の超新星)                          | 8 مارس 2009        |
| 393   | «كِيْمي مستهدفة! براثن خاطف محترف تلوح في الأفق!» (標的はケイミー!! 迫る人攫い屋の魔手)                   | 15 مارس 2009       |
| 394   | «أنقذوا كيمي! التاريخ المظلم المستمر للأرخبيل» (ケイミーを救え 諸島に残る暗黒の歴史)                    | 19 مارس 2009       |
| 395   | «حد زمني -- بدء المزاد البشري» (タイムリミット 人間オークション開幕)                                    | 5 أبريل 2009       |
| 396   | «تتفجّر القبضة! حطّموا المزاد» (鉄拳炸裂! オークションをぶっつぶせ)                                       | 5 أبريل 2009       |
| 397   | «ذعر كبير! كفاح يائس في دار المزاد» (大パニック! オークション会場の死闘)                                | 19 أبريل 2009      |
| 398   | «يأخذ الأميرال كيزارو زمام المبادرة! يقع أرخبيل شابوندي في الفوضى» (大将黄猿動く! 騒然シャボンディ諸島) | 26 أبريل 2009      |
| 399   | «اخترقوا الحصار! البحريّة ضدّ القباطنة الثّلاثة!» (包囲網を突破せよ! 海軍VS三人の船長)                     | 3 مايو 2009        |
| 400   | «روجر وريلي! ملك القراصنة وذراعه اليمنى!» (ロジャーとレイリー 海賊王とその右腕)                         | 10 مايو 2009       |
| 401   | «لا مهرب؟! ركلة الأميرال كيزارو ذات سرعة الضّوء!» (回避不可能!? 大将黄猿の光速の蹴り)                    | 17 مايو 2009       |
| 402   | «كاسح! أسلحة البحريّة القتاليّة، الباسيفيستا!» (圧倒的! 海軍の戦闘兵器パシフィスタ)                       | 24 مايو 2009       |
| 403   | «ظهور عدوّ أشدّ قوّة! حامل فأس المعركة سينتومارو» (さらなる強敵現る! 鉞かついだ戦桃丸)                     | 31 مايو 2009       |
| 404   | «هجوم الأميرال كيزارو الضّاري! يواجه طاقم قبّعة القشّ الموت المؤكّد» (大将黄猿の猛攻 麦わら一味絶体絶命!)   | 7 يونيو 2009       |
| 405   | «أصدقاءٌ منبوذون! اليوم الأخير لطاقم قبّعة القشّ» (消された仲間たち 麦わら一味最後の日)                    | 14 يونيو 2009      |
| 406   | «قصّة العصر الإقطاعيّ الجانبيّة! يظهر الزّعيم لوفي ثانيةً» (時代劇特別編 ルフィ親分再び見参)                 | 21 يونيو 2009      |
| 407   | «قصّة العصر الإقطاعيّ الجانبيّة — اهزموا فخّ شركة الإثارة» (時代劇特別編 破れ! スリラー商会の罠)            | 27 يونيو 2009      |

## إصدارات الأقراص

### اليابانية
| المجلد                                                  | المجلد                                                  | المجلد   | الحلقات        | تاريخ الإصدار | مصدر.  |
| ------------------------------------------------------- | ------------------------------------------------------- | -------- | -------------- | ------------- | ------ |
|                                                         | 11thシーズン シャボンディ諸島篇                         | piece.01 | 382–385        | 7 يناير 2011  | [ 30 ] |
| piece.02                                                | 11thシーズン シャボンディ諸島篇                         | 386–389  | 7 يناير 2011   | [ 31 ]        |        |
| piece.03                                                | 11thシーズン シャボンディ諸島篇                         | 390–393  | 2 فبراير 2011  | [ 32 ]        |        |
| piece.04                                                | 11thシーズン シャボンディ諸島篇                         | 394–397  | 2 فبراير 2011  | [ 33 ]        |        |
| piece.05                                                | 11thシーズン シャボンディ諸島篇                         | 398–401  | 2 مارس 2011    | [ 34 ]        |        |
| piece.06                                                | 11thシーズン シャボンディ諸島篇                         | 402–405  | 2 مارس 2011    | [ 35 ]        |        |
| ワンピース時代劇スペシャル『麦わらのルフィ親分捕物帖3』 | ワンピース時代劇スペシャル『麦わらのルフィ親分捕物帖3』 | 406–407  | 26 أكتوبر 2012 | [ 36 ]        |        |
| ONE PIECE Log Collection                                | ”شابوندي“                                               | 384–393  | 26 يوليو 2013  | [ 37 ]        |        |
| ONE PIECE Log Collection                                | ”الناشئين“                                              | 394–405  | 23 أغسطس 2013  | [ 38 ]        |        |

## الملاحظات
1. ↑  ترتيب الحلقات حسب أستوديو توي أنميشن.
2. ↑  ترجمة عناوين الحلقات وفق منصة كرانشي رول.
3. ↑  تاريخ صدور الحلقات حسب عرضها على تلفزيون فوجي.